# جیمی: همه‌چیز کنار من است
جیمی: همه‌چیز کنار من است (به انگلیسی: Jimi: All Is by My Side) فیلمی محصول سال ۲۰۱۳ و به کارگردانی جان ریدلی است. در این فیلم بازیگرانی همچون آندره ۳۰۰۰، ایموجن پوتس، هایلی اتول، بورن گورمن، روث نگا، کلر هوپ آشیتی، رابی جرویس و ادرین لستر ایفای نقش کرده‌اند.